# Liponeura discophora
Liponeura discophora är en tvåvingeart som beskrevs av Peter Zwick 1980. Liponeura discophora ingår i släktet Liponeura och familjen Blephariceridae.
Artens utbredningsområde är Italien. Inga underarter finns listade i Catalogue of Life.